# Tú Hảo (người mẫu)
Nguyễn Bạch Tú Hảo (sinh năm 1996) thường được biết đến với nghệ danh Tú Hảo, là một người mẫu Việt Nam. Năm 2017, Tú Hảo đoạt giải Quán quân The Face Vietnam.

## Đầu đời
Nguyễn Bạch Tú Hảo, sinh năm 1996 tại Nha Trang là chị cả trong gia đình có 2 chị em gái. Từ nhỏ Tú Hảo đã có ước mơ làm người mẫu và được gia đình ủng hộ. Cô chọn thi vào Trường Sân khấu Điện ảnh để tìm kiếm cơ hội phát triển.

## Sự nghiệp

### The Face Vietnam 2017
Năm 2017, Tú Hảo tham gia The Face Vietnam và đoạt giải quán quân. Sau cuộc thi Tú Hảo tham gia các sàn diễn và được chú ý từ các nhà thiết kế thời trang như Công Trí, Đỗ Mạnh Cường, Đỗ Long mời cô tham gia làm người mẫu.

### Sự nghiệp diễn xuất
Cùng năm Tú Hảo được mời đóng nữ chính trong MV "Lạc giữa nhân gian" của Ngô Kiến Huy. Năm 2019, Tú Hảo thủ vai chính trong dự án web drama "Cừu đen – Kumanthong" của đạo diễn Long Trần. Năm 2020, cô lần đầu thử sức ở lĩnh vực điện ảnh trong bộ phim "Chồng người ta" của đạo diễn Nguyễn Hữu Tiến.